# Leonardo Mocenigo
Leonardo Mocenigo (Venezia, 26 gennaio 1551 – Venezia, 22 febbraio 1627) è stato un politico italiano.

## Biografia
Nacque nel palazzo di famiglia sito a San Samuele dai patrizi Marco Antonio di Pietro Mocenigo e Elisabetta di Benedetto Vitturi. Era il secondo di cinque fratelli e una sorella: tra di loro, si citano il maggiore, Pietro, amministratore del patrimonio famigliare, e Zaccaria, poeta; l'unico a dare discendenza fu Giovanni, erudito, che denunciò Giordano Bruno all'Inquisizione ma, a causa delle questioni politiche che ne seguirono, venne relegato a cariche marginali.
Si conosce poco della sua giovinezza. Sappiamo che fu coetaneo e amico del futuro doge Nicolò Contarini, allora allievo di Paolo Sarpi. Come questi, fece parte della fazione politica dei "giovani" e, a causa della sua opposizione alla Curia, fu soprannominato "Catone veneziano" dall'ambasciatore inglese Henry Wotton.
La sua ascesa politica fu ostacolata dal padre, che continuò a rivestire ruoli di rilievo sino alla tarda età. Così il suo cursus honorum lo vide a lungo impegnato nelle magistrature minori: fu nella Quarantia civile nuova (1577) e nel Collegio dei dodici (1579), per divenire poi auditor vecchio (1579), sopraconsole (1585) e provveditore alle pompe (1590). Dal 1591 fu podestà di Treviso ma la succinta relazione che inviò in Collegio al termine del mandato dimostra che si trattò di un periodo estremamente tranquillo.
Nel 1593 entrò in Senato, dove venne riconfermato per quasi tutti gli anni successivi. Nello stesso anno fu eletto alla Giustizia nuova e fu uno dei due provveditori sopra i banchi Pisani e Tiepolo. Nel 1595 fu sopragastaldo, quindi provveditore sul frumento in Terraferma (1596) e alle beccarie (1597).
Il 10 ottobre 1597, in un periodo in cui la sua fazione aveva la preminenza politica, entrò nel Consiglio dei dieci. Fu poi capitano a Padova (1599), consigliere di Venezia (1603) e ancora nel Consiglio dei dieci (1602 e 1604).
Era podestà a Brescia (dal 1605) quando papa Paolo V lanciò l'interdetto su Venezia. Durante il suo mandato si oppose duramente contro quei religiosi di dubbia moralità e poco fedeli alla Repubblica (arrivò perfino alle impiccagioni). Ma ciò che più lo preoccupò fu l'elevato tasso di criminalità; la sua azione repressiva fu spesso ostacolata dalle formalità dettate dall'avogadoria de Comun, tanto che arrivò a suggerire direttamente al doge «opportuna provisione».
Nel 1607, tornato nel Consiglio dei dieci, con Nicolò Contarini accusò e condannò Angelo Badoer, esponente del partito filopapale che sarebbe stato in rapporti con il nunzio Berlinghiero Gessi.
Dopo aver ricoperto per breve tempo la carica di savio all'Eresia, fu nominato provveditore e inquisitore in Terraferma al di là del Mincio (1610). Per un semestre represse la criminalità nei territori di Brescia, Bergamo e Crema, emettendo dodici condanne a morte e decine di arresti. Si occupò, d'altro canto, della mediazione tra le fazioni nobiliari e chiese che periodicamente fossero inviati sul territorio dei provveditori in Terraferma.
Ricoprì ulteriori cariche anche negli anni successivi: fu nel Consiglio dei dieci nel 1611 e nel 1613, inquisitore del doge Leonardo Donà nel 1612, correttore della legge nel 1612, consigliere di Venezia nel 1612 e nel 1615, savio all'Eresia nel 1614. Per i meriti raggiunti, nel 1615 fu nominato procuratore di San Marco de ultra.
Successivamente fu savio alle Acque (1615), provveditore alle Biave (1616), riformatore allo Studio di Padova (1619), di nuovo savio all'Eresia (1621 e 1625), deputato alla Fabbrica del palazzo ducale (1623). 
Dettò testamento nel 1616, cui aggiunse delle integrazioni fino al 1625. Suoi eredi furono i figli del fratello Giovanni.